# Епархия Афнеума
Епархия Афнеума (лат. Dioecesis Aphnaetena) — титулярная епархия Римско-Католической церкви.

## История
Афнеум находился в римской провинции Августамника византийского Египта. Сегодня город Афнеум предположительно идентифицируется с руинами Tell-Defenneh. Афнеум был местом античной епископской кафедры и входил в архиепархию Пелузия.
С 1933 года епархия Афнеума является титулярной епархией Римско-Католической церкви. С 15 апреля 1997 года является вакантной.

## Епископы
- епископ Иерасий (431—451).

## Титулярные епископы
- епископ Joseph Alexander Fernandes (24.01.1949 — 12.04.1951) — назначен архиепископом Дели и Симлы;
- епископ Gregorio Espiga e Infante (3.07.1955 — 15.04.1997);
  - вакансия.

## Источник
- Pius Bonifacius Gams, Series episcoporum Ecclesiae Catholicae, Leipzig 1931, стр. 461  (лат.)
- Michel Lequien, Oriens christianus in quatuor Patriarchatus digestus, Parigi 1740, Tomo II, coll., стр. 547—548  (лат.)